# صفية بنت ثعلبة الشيبانية
صفية بنت ثعلبة الشيبانية، شاعرة جاهلية، كانت تلقب بالحجيجة. ينتهي نسبها الأعلى إلى ربيعة بن نزار بن معد بن عدنان. أسهمت إسهامًا كبيرًا في جمع قومها شيبان والقبائل الأخرى ليوقعوا بالفرس في ذي قار بقيادة هانئ بن مسعود، وكان أخوها عمرو بن ثعلبة على رأس الوقعة الأخيرة بين العرب والعجم.

## دورها في الحشد لمعركة ذي قار
استجارت بها هند بنت النعمان (الحرقة) فأجارتها وقامت إلى قومها تعلنهم هذه الإجارة ضد كسرى وجيوشه بقولها:
فهب قومها وحاربوا الفرس وغنموا منهم الكثير. فكانت معتزة بشجاعة قومها وخصوصاً أخيها عمرو.

## وصلات خارجية
- بوابة الشعراء: ديوان صفية بنت ثعلبة الشيبانية